# Jeannette Wilkinson
Jeannette Gaury Wilkinson (* 19. März 1841 in Bermondsey, London; † 22. August 1886 in Walworth, London) war eine englisch-britische Gewerkschafterin und Frauenwahlrechtsaktivistin. Wilkinson gehörte zu einer kleinen Minderheit von Frauen aus der Arbeiterklasse, die sich in den 1870er und 1880er Jahren als Organisatorinnen und Rednerinnen in der Gewerkschaftsbewegung und für Frauenrechte engagierten.

## Leben
Wilkinson war die Tochter von George Henry Wilkinson, Vorarbeiter in einem großen Handelshaus, und seiner Frau Jane (geborene Lane). Sie hatte mehrere Brüder, von denen einer blind war. Wilkinson besuchte eine Privatschule in der Queen Street, City of London. Ab ihrem siebzehnten Lebensjahr arbeitete sie als Polstermöbelherstellerin, doch in ihrer Freizeit studierte sie am Birkbeck Institute Wirtschaft, Geschichte und englische Literatur. Im Jahr 1873 gewann sie den Preis der Royal Society of Arts für politische Ökonomie.
Wilkinson interessierte sich für die Gewerkschaftsarbeit und wurde 1875 zur Sekretärin der London Upholsteresses Society gewählt, einer Organisation, die der Women’s Protective and Provident League angeschlossen war. In dieser Zeit freundete sie sich mit Annie Leigh Browne an. Wilkinson vertrat ihre Gewerkschaft auf neun Konferenzen des Trades Union Congress (TUC), wo sie zahlreiche Reden über die Arbeitsbedingungen von Frauen hielt und die Aufhebung spezifischer, nur für Frauen geltender Gesetze forderte. Sie engagierte sich zeitlebens in diesen Gruppen und brachte 1885 beim TUC erfolgreich einen Antrag zur Unterstützung der Vertretung von Frauen im Parlament ein.
Wilkinson qualifizierte sich 1876 als Lehrerin, was immer ihr Berufsziel gewesen war, und wurde an einer Schule in Southwark angestellt. Zwei Jahre Unterricht in diesem sehr armen Viertel forderten jedoch ihren Tribut an Wilkinsons Gesundheit. Nach mehreren kurzzeitigen Engagements an verschiedenen Londoner Schulen hatte sie jedoch 1882 genug von dieser Tätigkeit und wurde stattdessen Sekretärin bei der Vigilance Association for the Defence of Personal Rights. Zwei Jahre später hielt sie in der St James Hall eine Rede zur Unterstützung des Frauenwahlrechts; dies beeindruckte die Anwesenden so sehr, dass man ihr den Posten der Organisationssekretärin der Bristol Society for Women's Suffrage anbot, den sie auch annahm. Die Gruppe hoffte, dass sie berufstätige Frauen für ihre Sache gewinnen würde, und sie hielt zahlreiche Reden in der Region und in Südwales, mit beträchtlichem Erfolg. 1885 zog sie zurück nach London und wurde Organisatorin und Dozentin für die National Society for Women’s Suffrage.
1885 trat Wilkinson auch der Liberal Party bei, inspiriert von deren Unterstützung für die irische Unabhängigkeit. Sie wurde schnell in den Vorstand ihres Ortsverbandes gewählt und hielt bei den Parlamentswahlen 1885 Reden zur Unterstützung zahlreicher liberaler Kandidaten. Ein Zeitgenosse beschrieb, wie „sie es verstand, die Gefühle ihrer Zuhörer zu berühren, während ihre wirtschaftlichen Kenntnisse, ihr klarer Einblick in soziale Angelegenheiten und ihr gesundes Urteilsvermögen ihre Reden sowohl nützlich als auch effektiv machten“.
Wilkinson litt zunehmend unter einem schlechten Gesundheitszustand und starb im August 1886 an einer Bronchialasthma. In einem Nachruf im National Reformer hieß es: „Ihr vorzeitiger Tod war auf eine Krankheit zurückzuführen, die sie sich während einer sechswöchigen Hungersnot zugezogen hatte, als sie arbeitslos war und Verwandte hatte, die von ihren Bemühungen abhängig waren“.